# HEAVY METAL HIPPIES
『HEAVY METAL HIPPIES』（ヘヴィ・メタル・ヒッピーズ）は、LOUDNESS11枚目のオリジナルアルバム。1994年12月21日発売。
発売元はワーナーミュージック・ジャパン。
2002年2月14日に廉価盤、2015年12月16日にデジタルリマスター盤が発売された。

## 解説
第3期と第4期の過渡期の作品。1993年に、ドラムでバンドリーダーだった樋口宗孝と、ベースの沢田泰司が脱退。ギターの高崎晃は、CD制作のプロデュースのみならず、バンドリーダーも務めることになった。その後、ドラムとして、かつてボーカルの山田雅樹も在籍した、元E・Z・Oの本間大嗣が加入。しかし、ベースは不在のまま本作が制作されることになり、レコーディングでは高崎がギターとベースを兼任している。また、本作をもってアトランティック・レコードとの契約が満了した。
本作のタイトルに「ヒッピー」とあるように、サイケデリックでオルタナティブ・ロックの影響の強い、アメリカ進出時代初期の音楽性とは180度違った、スローテンポで陰鬱な楽曲が大半を占めている。また、同時期に制作されていた、高崎のソロアルバム『氣』で投影された「悟り」も反映されている。7分を越える曲が3曲収録されている。次作『GHETTO MACHINE』のようなアジア系音楽からの要素は少ない。
歌詞は、ボーカルの山田、かつてE・Z・Oの『FIRE FIRE』をプロデュースしたステファン・ガルファスの共同制作となっており、インストゥルメンタルである「222」を除き、全て英語で書かれている。また、二人ともバックコーラスも担当。
レコーディングとミキシングは、クリス・タンガリーディスが担当している。
ジャケットデザインとCDブックレット内のメンバーの写真などは、写真家の管野秀夫が手がけている。
CDブックレットに記載されている歌詞やクレジットなどの文字（英語表記）は全て手書きであり、曲名の両端にはハートや目といったイラスト（記号）も描かれている。
オリジナル盤には初回限定特典があり、ラメ入りのCDケースとなっている。

## 収録曲
全曲、作詞（#3以外）：山田雅樹、ステファン・ガルファス、作曲：高崎晃
1. HOWLING RAIN　[7:00]
2. FREEDOM　[7:12]
3. 222　[2:37]
バンド演奏のみのインストゥルメンタル。演奏終了後、次曲へすぐ繋がるように収録されている。
4. EYES OF A CHILD　[6:33]
曲の終盤でベース演奏が無くなり、ギターとドラムによる掛け合いプレイとなる。
5. ELECTRIC KISSES　[4:55]
16thシングル。本作の先行シングル。
6. HOUSE OF FREAKS　[5:03]
シングル『ELECTRIC KISSES』のカップリングには、別バージョンの「HOUSE OF FREAKS (Alternate Guitar Version)」が収録されている。
7. PARALYZED　[5:16]
8. DESPERATION DESECRATION　[5:34]
9. LIGHT IN THE DISTANCE　[4:56]
10. BROKEN JESUS　[7:37]

## 参加メンバー
- 高崎晃:ギター、ベースギター
- 山田雅樹:ボーカル
- 本間大嗣:ドラムス

## クレジット
- Engineer, Mixing：Chris Tsangarides